# Pat Patterson
 (octobre 2024).
Pour les articles homonymes, voir Patterson.
Pierre Clermont, né le 19 janvier 1941 à Montréal et mort le 2 décembre 2020 à Miami, plus connu sous le nom de Pat Patterson, est un catcheur canadien.
Il commence sa carrière de catcheur au Québec avant d'aller aux États-Unis. Il lutte principalement sur la côte ouest et remporte de nombreux titres de champion par équipes dans plusieurs territoires de la National Wrestling Alliance.
Il rejoint la World Wide Wrestling Federation (WWWF) en 1979 et y remporte le championnat poids lourd d'Amérique du Nord de la WWWF. Vince McMahon, Sr. décide de faire de lui le premier champion intercontinental. Patterson continue sa carrière à la WWF ainsi qu'au Québec à la Lutte Internationale avant de prendre sa retraite comme catcheur en 1985.
Il travaille ensuite en coulisses à la WWF et est notamment à l'origine du concept de Royal Rumble match,,.

## Jeunesse
Clermont découvre qu'il est homosexuel à 16 ans. Quand il en informe ses parents, son père le rejette et il décide de partir.

## Carrière de catcheur

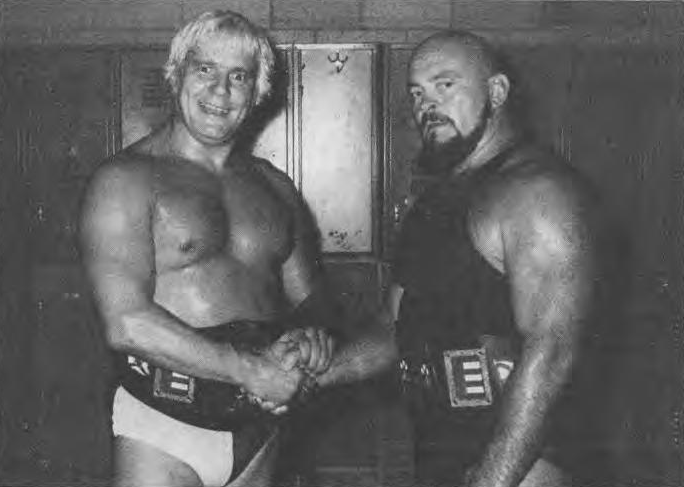
Pat Patterson et Ivan Koloff, Champions du NWA Florida Tag Team, 1977.

Il commence sa carrière en 1958 à Montréal, incarnant un personnage efféminé portant un maillot rose et du rouge à lèvre entrant dans l'arène en compagnie d'un chien, avant de partir aux États-Unis,. Il a été plusieurs fois champion World Wrestling Entertainment nord-américain depuis 1979.
Entre 1985 et 1987, il est intervieweur dans l'émission québécoise Les supers étoiles de la lutte avec le skit « Le Brunch ».
En juin 2000, il est devenu le lutteur le plus âgé à remporter le championnat Hardcore.
Il est le créateur du WWE Intercontinental Championship en unifiant les titres WWF North American Championship et WWF South American Heavyweight Championship.
Il se faisait appeler The Dream Of Quebec (Le rêve du Québec). Il était l'animateur du brunch de Pat Patterson de 1985 à 1987.
Il révèle publiquement son homosexualité le 13 juin 2014. En privé, il ne faisait pas mystère de son homosexualité ayant vécu quarante ans avec son compagnon Louis Dondero, mort d'une crise cardiaque peu avant l'annonce de Clermont.
Lors de RAW Reunion (édition spéciale de Monday Night RAW) le 21 juillet 2019, The Boogeyman fait peur à l'ancien WWE 24/7 Champion Drake Maverick qui tombe en arrière et se fait attaquer par Pat Patterson. Pat Patterson effectue le tombé avec son pied sur le torse de Drake Maverick. Il devient alors WWE 24/7 Champion et sera le plus vieux 24/7 champion de l'histoire.

## Palmarès
- World Wrestling Federation/Entertainment
  - 1 fois WWF Intercontinental Heavyweight Championship (premier)
  - 1 fois champion hardcore de la WWF
  - 1 fois champion poids lourds d'Amérique du Nord de la WWF (dernier)
  - 1 fois champion poids lourds d'Amérique du Sud de la WWF (Seul)
  - 1 fois WWE 24/7 Champion
  - Hall of Famer de la WWE depuis 1996

#### Ouvrages
- [Patterson 2016] (en-US) Pat Patterson et Bertrand Hébert (préf. Vincent K. McMahon), Accepted : How the First Gay Superstar Changed WWE, Toronto, ECW Press, 9 août 2016, 320 p. (ISBN 978-1-7704-1293-4 et 978-1-7704-1377-1, OCLC 936350875).
- [Oliver 2007] (en-US) Greg Oliver et Steven Johnson, The Pro Wrestling Hall of Fame : The Heels, Toronto, ECW Press, 15 juin 2007, 432 p. (ISBN 978-1-5502-2759-8, OCLC 301504187, lire en ligne), « The Technicians », p. 272-275.

#### Articles de presse à lier dans l'article
- (en) Arda Ocal, « Wrestling icon and WWE Hall of Famer Pat Patterson dies at age 79 », sur ESPN United Kingdom, 2 décembre 2020 (consulté le 27 octobre 2024).
- (en-US) Houston Mitchell, « Wrestling world reacts to the death of Pat Patterson », sur Los Angeles Times, 2 décembre 2020 (consulté le 27 octobre 2024).
- Benoît Rioux, « Pat Patterson est décédé; le Québec perd « un génie de la lutte » », sur Le Journal de Montréal, 2 décembre 2020 (consulté le 27 octobre 2024).
- Patric Laprade, « Pat Patterson, le Québécois le plus influent dans l’histoire de la lutte », sur TVA Sports, 2 décembre 2020 (consulté le 27 octobre 2024).
- Alexandre Geoffrion-McInnis, « Lutte: Pat Patterson s’éteint à l’âge de 79 ans », sur Le Droit, 2 décembre 2020 (consulté le 27 octobre 2024).
- (en-US) Dan Gartland, « WWE Hall of Famer Pat Patterson Dies at Age 79 », sur Sports Illustrated, 2 décembre 2020 (consulté le 27 octobre 2024).
- (en) Alistair McGeorge, « Pat Patterson dead: WWE legend, Royal Rumble creator and wrestling’s ‘first gay superstar’ dies aged 79 », sur Metro, 2 décembre 2020 (consulté le 27 octobre 2024).
- (en-US) Mohammed Syed et David K. Li, « Pat Patterson, the first openly gay pro wrestling star, has died at 79 », sur NBC News, 2 décembre 2020 (consulté le 27 octobre 2024).
- (en-US) Alex Traub, « Pat Patterson, a Wrestling Star Who Came Out, Dies at 79 », sur The New York Times, 7 décembre 2020 (consulté le 27 octobre 2024).